# Light Regional Council
Light Regional Council is een Local Government Area (LGA) in de Australische deelstaat Zuid-Australië.